# أندرياس بنغتسون
أندرياس بنغتسون (بالسويدية: Andreas Bengtsson) هو لاعب كرة قدم سويدي في مركز الدفاع، ولد في 22 فبراير 1996 في السويد. لعب مع نادي هالمستاد.

## وصلات خارجية
- أندرياس بنغتسون على موقع اتحاد السويد (السويدية)
- أندرياس بنغتسون على موقع قاعدة بيانات كرة القدم.إي يو (الإنجليزية)
- أندرياس بنغتسون على موقع Soccerway.com (الإنجليزية)